# Будапешт-Дели (вокзал)
Вокзал Де́ли (венг. Déli pályaudvar — «Южный вокзал») — один из трёх крупнейших железнодорожных вокзалов Будапешта наряду с Ньюгати и Келети. В отличие от двух других вокзалов, находящихся в Пеште, вокзал Дели расположен в Буде, в I районе. Рядом с вокзалом находится станция метро «Дели пайаудвар», конечная станция 2-й линии Будапештского метрополитена.
Историческое здание Южного вокзала было почти полностью разрушено во Вторую мировую войну. В 1968—1975 годах было построено новое здание по проекту архитектора Дьёрдя Ковари. Вокзал обслуживает, главным образом, направления на юг, юго-запад и запад страны.